# Aritmética política
Aritmética política fue una corriente de conocimiento precursora de la estadística desarrollada en Inglaterra a mediados del siglo XVII que fomentaba la recopilación para su posterior análisis de información numérica en relación con la economía, demografía y administración de un estado, frente a la descripciones cualitativas que se realizaban entonces. Su precursor fue William Petty, autor de la obra Political Arithmetic publicada en 1690. Otros matemáticos de la época, Edmund Halley y Abraham de Moivre entre otros, también adoptaron el punto de vista de Petty. La aritmética política fue adoptada como paradigma de análisis estadístico también en la Europa continental y unida al cálculo de probabilidades dio lugar al desarrollo de la estadística tal como se la conoce hoy en día.
- Datos: Q13849469